# 피낭섬

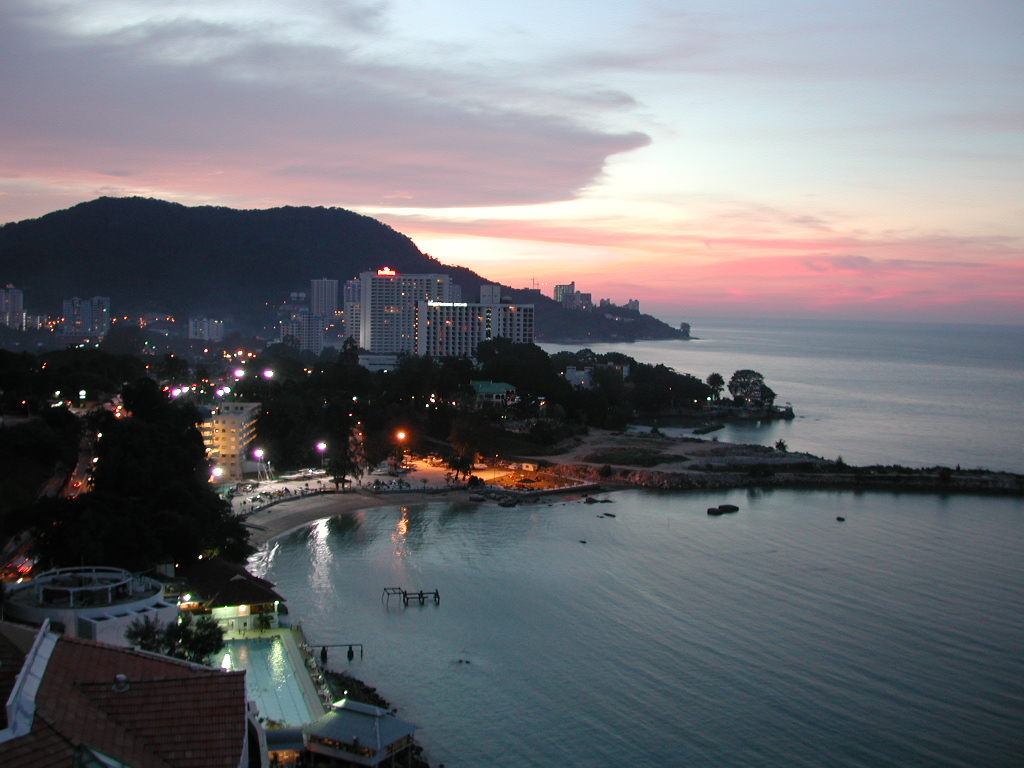
피낭섬 북해안의 탄중 분가(Tanjung Bungah) 전경

피낭섬(말레이어: Pulau Pinang 풀라우피낭[*]) 또는 페낭섬(영어: Penang Island)은 말레이시아의 섬으로, 페낭주에 속한다. 말레이반도의 서해안에 위치해 있다. 웨일즈 왕자의 섬(Prince of Wales Island)라는 이름으로 영국의 동인도회사가 1786년 8월 12일에 당시 웨일스 공, 후에 대영제국의 왕이 된 조지 4세(King George IV)의 생일에 이름붙인 적이 있다. 주도인 조지타운은 그가 왕이 된 후에 붙여진 이름이다.
말레이시아에 같은 이름("Pulau Pinang")의 다른 섬이 남중국해의 조호르 마린 공원(Johor Marine Park)에 있으나, 이들을 위시하고 있는 도서 중의 하나이기도 하는 이름이 바로 피낭섬이다. 또한 이 섬에는 말레이시아 연방도 제6호선이라는 순환 도로 형태의 연방 도로가 놓여 있다.

## 기후
| 피낭섬의 기후            | 피낭섬의 기후 | 피낭섬의 기후 | 피낭섬의 기후 | 피낭섬의 기후 | 피낭섬의 기후 | 피낭섬의 기후 | 피낭섬의 기후 | 피낭섬의 기후 | 피낭섬의 기후 | 피낭섬의 기후 | 피낭섬의 기후 | 피낭섬의 기후 | 피낭섬의 기후   |
| 월                       | 1월           | 2월           | 3월           | 4월           | 5월           | 6월           | 7월           | 8월           | 9월           | 10월          | 11월          | 12월          | 연간            |
| ------------------------ | ------------- | ------------- | ------------- | ------------- | ------------- | ------------- | ------------- | ------------- | ------------- | ------------- | ------------- | ------------- | --------------- |
| 일평균 최고 기온 °C (°F) | 31.6 (88.9)   | 32.2 (90.0)   | 32.2 (90.0)   | 31.9 (89.4)   | 31.6 (88.9)   | 31.4 (88.5)   | 31.0 (87.8)   | 30.9 (87.6)   | 30.4 (86.7)   | 30.4 (86.7)   | 30.7 (87.3)   | 31.1 (88.0)   | 31.3 (88.2)     |
| 일일 평균 기온 °C (°F)   | 26.9 (80.4)   | 27.4 (81.3)   | 27.6 (81.7)   | 27.7 (81.9)   | 27.6 (81.7)   | 27.3 (81.1)   | 26.9 (80.4)   | 26.8 (80.2)   | 26.5 (79.7)   | 26.4 (79.5)   | 26.5 (79.7)   | 26.7 (80.1)   | 27.0 (80.6)     |
| 일평균 최저 기온 °C (°F) | 23.2 (73.8)   | 23.5 (74.3)   | 23.7 (74.7)   | 24.1 (75.4)   | 24.2 (75.6)   | 23.8 (74.8)   | 23.4 (74.1)   | 23.4 (74.1)   | 23.2 (73.8)   | 23.3 (73.9)   | 23.3 (73.9)   | 23.4 (74.1)   | 23.5 (74.4)     |
| 평균 강우량 mm (인치)    | 68.7 (2.70)   | 71.7 (2.82)   | 146.4 (5.76)  | 220.5 (8.68)  | 203.4 (8.01)  | 178.0 (7.01)  | 192.1 (7.56)  | 242.4 (9.54)  | 356.1 (14.02) | 383.0 (15.08) | 231.8 (9.13)  | 113.5 (4.47)  | 2,407.6 (94.79) |
| 평균 강우일수 (≥ 1.0 mm) | 5             | 6             | 9             | 14            | 14            | 11            | 12            | 14            | 18            | 19            | 15            | 9             | 146             |
| 평균 월간 일조시간       | 248.8         | 233.2         | 235.3         | 224.5         | 203.6         | 202.4         | 205.5         | 188.8         | 161.0         | 170.2         | 182.1         | 209.0         | 2,464.4         |
| 출처: NOAA               |               |               |               |               |               |               |               |               |               |               |               |               |                 |